# ريوجين
ريوجين واسمها الكامل شين ريو-جين مغنية راب كورية جنوبية وعضوة في فرقة الفتيات إتزي تحت جاي واي بي إنترتينمنت وهي مغنية الراب الرئيسية للفرقة.

## مهنة

### 2019: إتزي
في 20 يناير، تم الإعلان عنها جنب مع زملائها الأعضاء كواحدة من أعضاء فرقة إتزي ، وظهرت الفرقة لأول مرة في 12 فبراير 2019 تحت وكالة جاي واي بي إنترتينمنت.

## روابط خارجية
- ريوجين على موقع IMDb (الإنجليزية)
- ريوجين على موقع ميوزك برينز (الإنجليزية)
- ريوجين على موقع قاعدة بيانات الفيلم (الإنجليزية)